# Cultura do Haiti
A cultura do Haiti possui raízes com características marcantes da região oeste da África, além de ser influenciada pela França devido à sua colonização, como é notável em sua música, religião e linguagem. A cultura também engloba contribuições adicionais do nativo Taino e imperialismo espanhol.

## Música
A música haitiana é fortemente influenciada por elementos africanos, tanto na música em si quanto na dança e nos instrumentos, sendo o moundoungue e o meringo dois exemplos. Ludovic Lamothe foi um dos músicos eruditos mais notórios do país, tendo estudado no conservatório de Paris e dono de uma obra que o fez ser comparado a Chopin.
Um dos gêneros musicais presentes no Haiti é a Kompa, que envolve uso de sintetizadores, guitarra, batidas de médio a rápido andamento, e uso de metais ou saxofone para solos. Diferente do zouk, as canções são escritas em crioulo haitiano.

## Arte

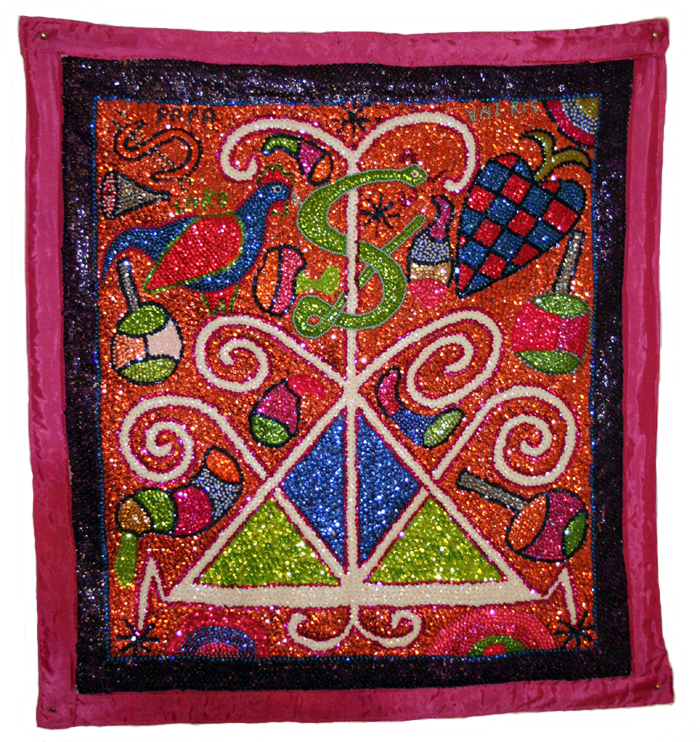
Uma obra de George Valris.

Cores brilhantes, perspectiva ingênua e humor astuto são características da arte haitiana. Alimentos deliciosos e paisagens exuberantes são temas favoritos nesta terra de pobreza e fome. Ir ao mercado é a atividade mais social da vida no campo e figura proeminente na discussão do assunto. Animais da selva, rituais, danças e os deuses, evocam o passado Africano.
Artistas também pintam em fábula. Nela as pessoas se transformam em animais e vice-versa. Símbolos podem assumir grandes significados. Por exemplo, um galo, muitas vezes pode representar Aristide, enquanto as cores vermelho e azul da bandeira haitiana, muitas vezes representam o seu partido Lavalas.

## Festas
A época mais festiva do ano no Haiti é durante o Carnaval (referido como Kanaval em crioulo haitiano). As festividades começam em fevereiro. As cidades estão cheias de música, carros alegóricos de desfile, e as pessoas dançando e cantando nas ruas. A semana do Carnaval é tradicionalmente uma época que dura toda a noite, festas e representa um escape do cotidiano. Rara, um festival que ocorre antes da Páscoa, é celebrada por um número significativo da população, e sua celebração pode ter levado a se tornar um estilo de música de carnaval. Muitos dos jovens também participam de festas e se divertem em boates chamadas discotecas, (pronuncia-se "deece-ko")  e participam de Bal. Este termo deriva da palavra balada, e estes eventos são muitas vezes celebrado por multidões.

## Arquitetura
Os monumentos mais famosos do Haiti são o Palácio de Sans Souci e da Cidadela, inscritas como Patrimônio Mundial da Humanidade em 1982. Situado no Norte do Maciço de La Hotte, em um dos Parques do Haiti nacionais, a data das estruturas são do início do século XIX. Os edifícios estavam entre os primeiros a serem construídos após a independência do Haiti da França.
Jacmel, a cidade colonial, que foi provisoriamente aceita como Património Mundial, foi amplamente danificada pelo terremoto que atingiu o Haiti em 2010.

## Religião
Na religião, o Haiti é semelhante ao resto dos países da América Latina, predominantemente cristão, com 80% -85% católicos romanos e aproximadamente 20% professam o protestantismo. Uma população pequena, mas crescente, de muçulmanos e hindus existem no país, principalmente na capital Porto Príncipe.
O Vodu, abrangendo várias tradições diferentes, possui origens  do Centro Oeste Africano, Europa e do continente americano; é amplamente praticado, apesar do estigma negativo que ele carrega dentro e fora do país. O número exato de praticantes vudus é desconhecido, no entanto acredita-se que uma pequena quantidade da população a pratica, muitas vezes a par da sua fé cristã.

## Folclore
Haiti é conhecida por suas ricas tradições folclóricas. O país tem muitos contos mágicos que fazem parte do Vodu haitiano. 
O ditador Papa Doc era um crente forte no folclore do país e de elementos utilizados para orientar o seu governo brutal do país.

## Esportes
No início do século XX, foi relatado que a briga de galo era o esporte mais popular no Haiti, apesar de sua popularidade, ter, posteriormente, decrescido. Atualmente, o futebol é o esporte mais popular no Haiti, apesar de o basquete estar crescendo em popularidade. Pequenos clubes de futebol já competem a nível local.